# Autorisation de plaider
En droit français, un contribuable, peut, dans certaines conditions, exercer une action qu'il croit appartenir à une collectivité territoriale. Cette procédure s'appelle autorisation de plaider. 

## Historique
Ce droit a été institué par la loi municipale du 18 avril 1837 pour les contribuables des communes. Il a été étendu aux contribuables des départements et des régions par les articles 14 et 15 de la loi no 2000-321 du 12 avril 2000 relative aux droits des citoyens dans leurs relations avec les administrations. Il est également ouvert aux contribuables des collectivités à statut particulier, comme la Corse, les collectivités de Paris Lyon et Marseille, la collectivité européenne d'Alsace, les collectivités d'outre-mer ou la Nouvelle-Calédonie par les textes qui les régissent. 

## Principes
Le mot de « contribuable » est employé à dessein par la loi : l'action à intenter doit avoir une incidence sur les finances de la collectivité, qu'il s'agisse d'accroître ses finances d'éviter son appauvrissement. Le contribuable est ainsi indirectement intéressé à l'action à soutenir. 

## Procédure
Le contribuable qui envisage d'exercer l'action au nom de la collectivité doit adresser un mémoire au tribunal administratif. Le mémoire est transmis à l'assemblée délibérante de la collectivité (conseil municipal par exemple). En cas de refus explicite ou implicite de cet organe d'exercer l'action en justice, le tribunal administratif analyse la situation et évalue la pertinence de l'action envisagée. À l'issue de cette analyse, le tribunal administratif accorde ou refuse l'autorisation. Le tribunal statue ainsi au titre de ses attributions administratives, et non juridictionnelles. 
En cas d'accord, le contribuable peut saisir la juridiction compétente. En cas de refus, le contribuable peut saisir le Conseil d'État qui statue définitivement sur l'autorisation de plaider. 
Après avoir obtenu l'autorisation, si une décision de justice intervient, le contribuable qui n'a pas totalement obtenu satisfaction ne peut faire appel ou se pourvoir en cassation qu'en demandant une nouvelle autorisation. 